# Hermann Haccius
Hermann Haccius (* 27. April 1881 in Freren, Kreis Lingen; † 15. September 1965 in Hannover) war ein deutscher Kirchenverwaltungsjurist und Archivar.

## Leben
Haccius studierte Jura und wurde zunächst Stadtsyndikus in Goslar. 1921 trat er als Hilfsarbeiter in das Konsistorium in Hannover ein und wurde 1923 zum Konsistorialrat ernannt. 1924 wurde er als Landeskirchenrat in das Landeskirchenamt übernommen. Mit Gründung des Landeskirchlichen Archivs 1933 wurde er zum Kirchenarchivrat bestellt. Am 1. April 1947 trat er in den Ruhestand.